# Mycodrosophila carinata
Mycodrosophila carinata är en tvåvingeart som beskrevs av Bock 1980. Mycodrosophila carinata ingår i släktet Mycodrosophila och familjen daggflugor. Inga underarter finns listade i Catalogue of Life.